# Скаржиці (Мазовецьке воєводство)
Скаржиці (пол. Skarżyce) — село в Польщі, у гміні Вінниця Пултуського повіту Мазовецького воєводства.
Населення — 86 осіб (2011).
У 1975-1998 роках село належало до Цехановського воєводства.

## Демографія
Демографічна структура станом на 31 березня 2011 року:
|          | Загалом | Допрацездатний вік | Працездатний вік | Постпрацездатний вік |
| -------- | ------- | ------------------ | ---------------- | -------------------- |
| Чоловіки | 44      | 13                 | 29               | 2                    |
| Жінки    | 42      | 10                 | 25               | 7                    |
| Разом    | 86      | 23                 | 54               | 9                    |